# Lista bóstw słowiańskich
Słowianie byli politeistami, co oznacza, że czcili wielu bogów i bogiń. Bogowie Słowian znani są przede wszystkim z niewielkiej ilości kronik i latopisów, czy niezbyt dokładnych chrześcijańskich kazań przeciwko pogaństwu. Dodatkowymi, liczniejszymi źródłami, w których zachowały się słowiańskie teonimy, są imiona, nazwy własne, nazwy miejscowe, święta ludowe, a także język, w tym powiedzenia.
Informacje o religii słowiańskiej, w tym o bogach, są skąpe, ponieważ chrześcijańscy misjonarze nie byli zbyt zainteresowani życiem duchowym Słowian. Nie zachowały się także żadne przekazy spisane bezpośrednio przez przedchrześcijańskich Słowian. Podczas misji chrystianizacyjnych bóstwa z jednej strony były demonizowane, co miało na celu odstraszać od wyznawania ich, a z drugiej strony ich cechy i funkcje zostawały przejmowane przez świętych, co miało sprawić, że nowa religia będzie mniej obca.

## Bóstwa ogólnosłowiańskie
Z powodu niewielkiej ilości źródeł, nie ma wśród badaczy mitologii słowiańskiej konsensusu na temat zasięgu kultu nawet najważniejszych bóstw. W tym akapicie wymienione są te, których zasięg ogólnosłowiański uznaje się najczęściej. Oprócz tych, czasami wskazuje się także na wschodniosłowiańską Mokosz (domniemany toponim w Czechach), oraz na wschodniosłowiańskiego Strzyboga (toponimy w Polsce).

### Bóstwa naczelne
Na podstawie zrekonstruowanych mitów wokół postaci Peruna i Welesa część badaczy uważa, że obaj ci bogowie są bóstwami naczelnymi. Występują przede wszystkim w micie stworzenia świata. Według niektórych badaczy, para tych bogów dowodzi „słowiańskiego dualizmu”, jednak w tej sprawie także nie ma konsensusu, a ci, którzy zakładają, że taki dualizm w mitologii mógł istnieć, zaznaczają, że słowiański dualizm prawdopodobnie nie był tak skrajny jak w chrześcijaństwie czy zaratusztrianizmie.
| Imię        | Obraz | Krótki opis |
| ----------- | ----- | --- |
| Perun       |       | Perun to bóg błyskawic i gromu, a także wojny, oraz patron drużyn. Jest on etymologicznym i funkcyjnym kontynuatorem praindoeuropejskiego boga gromowładnego *Perkʷunos’a, i posiada wiele cech wspólnych dla bogów gromowładnych czczonych przez ludy indoeuropejskie. Wymieniony jest przede wszystkim w Powieści dorocznej, gdzie opisany jest siwowłosy i złotowąsy posąg Pioruna w kapiszcze na Górze starokijowskiej, w Trzecim latopisie nowogrodzkim, gdzie opisany jest jego posąg w Peryni, oraz w wielu tekstach ostrzegających przed pogaństwem. Jego imię zachowało się w języku polskim oznaczając piorun, w zaklęciach i zamówieniach, a także w nazwach własnych. Uzbrojony najczęściej w topór, młot, lub włócznię, walczy z demonami chaosu. Jego postać zachowała się w folklorze przede wszystkim w postaci św. Eliasza i św. Jerzego. |
| Weles-Wołos |       | Weles to słowiański bóg o wielu funkcjach, przez co trudno porównać go do jakiegokolwiek innego bóstwa. Przypisuje mu się przede wszystkim bycie bogiem chtonicznym: panuje nad podziemiami, do których trafiają dusze zmarłych, gdzie wyprowadza je na łąki. Przypisuje mu się także opiekę nad bydłem, które symbolizuje bogactwo, patronuje też artystom, w szczególności poetom, oraz jest bogiem magii. Jego imię najprawdopodobniej etymologicznie związane ze śmiercią. Wymieniony głównie w Powieści dorocznej; jego imię często pojawia się także w nazwach własnych. Jego wcieleniem zwierzęcym jest byk lub wół, smok lub żmij. Jego postać zachowała się w folklorze przede wszystkim w postaci św. Mikołaja i diabła. |

### Reszta bóstw
| Imię     | Obraz | Krótki opis |
| -------- | ----- | --- |
| Dadźbóg  |       | Dadźbóg to bóg słońca. Jego imię, oznaczające ‘bóg dający’, może sugerować, że był także bogiem dostatku. Występuje w Powieści dorocznej, gdzie opisany jest jako syn Swaroga, w Słowie o wyprawie Igora, a także w pieśniach ludowych i nazwach własnych. Przez część badaczy utożsamiany ze Swarożycem, lub uważany jest za jego brata.                                                                |
| Swarożyc |       | Swarożyc jest bogiem ognia wymienianym w pomniejszych tekstach wschodniosłowiańskich. Wymieniony jest także przez Brunona w liście do króla Henryka II, a później w Kronice Thietmara jako bóstwo naczelne Radogoszczy, głównego ośrodku politycznego Wieletów. Jego imię na ogół tłumaczy się jako ‘syn Swaroga’, rzadziej jako ‘mały Swaróg’. Na ogół utożsamiany z Radogostem, rzadziej z Dadźbogiem. |

#### Personifikacje
| Imię         | Obraz | Krótki opis |
| ------------ | ----- | --- |
| Rodzanice    |       | Rodzanice (‘Rodzące’), Sudiczki (‘Sądzące’), Narecznice (‘Określające’) to żeńskie duchy lub bóstwa losu. Pojawiają się w liczbie mnogiej lub jako pojedyncza istota. W źródłach wschodnio- i południowosłowiańskich wzmiankowane często razem z postacią Roda. Ich główną funkcją było wyznaczanie losu dziecku na całe życie, po czym zostawiały mu niewidzialny znak na czole. Los człowieka symbolizowany był przez nić życia, od której długości wymierzonej przez Rodzanice zależała długość życia człowieka. Składano im bezkrwawe ofiary. |
| Rod          |       | Postać, duch lub bóstwo, często wzmiankowane w tekstach wschodnio- i południowosłowiańskich, na ogół razem z rodzanicami. Etymologicznie związane ze słowami ród, rodzina, rodzić itp. Składano mu bezkrwawe ofiary. Badacze nie są zgodni co do statusu Roda w mitologii. |
| Dola         |       | Dola to personifikacja losu i przeznaczenia. Dola była przypisywana człowiekowi w chwili narodzin i zostaje z nim do końca życia. Może być dziedziczona po przodkach. Na ogół jest niewidoczna, ale mogła objawiać się w ludzkiej lub zwierzęcej postaci. Przeciwieństwem Doli, rozumianej jako dobrego losu, była Niedola, personifikacja złego losu. Etymologicznie związana jest ze słowem dział, udział. |
| Matka Ziemia |       | Matka Ziemia to personifikacja Ziemi pojawiająca się głównie w tekstach ruskich, lecz pozostała w większości języków słowiańskich. Być może przydomek Mokoszy. |
| Zorza        |       | Zorza to personifikacja świtu. Jest ona słowiańską kontynuatorką praindoeuropejskiej bogini świtu *H₂éwsōs i posiada wiele jej cech: mieszka za morzem na wyspie Bujan, otwiera drzwi Słońcu by mogło wyruszyć w codzienną wędrówkę po niebie, posiada też złotą łódź. Zorza może mieć postać pojedynczą, dwóch, lub trzech postaci. Pojawia się w schrystianizowanych modlitwach i zamówieniach. |
| Jutrzenka    |       | Gwiazda, Jutrzenka, Danica to uosobienie Gwiazdy Porannej, czyli planety Wenus widzianej na niebie przed wschodem słońca. |

## Bóstwa zachodniosłowiańskie
| Imię            | Obraz | Czczony/a przez          | Krótki opis |
| --------------- | ----- | ------------------------ | --- |
| Świętowit       |       | Ranowie                  | Świętowit to bóg naczelny słowiańskich Ranów. Jego kult jest opisany przez Helmolda z Bozowa oraz Sakso Gramatyka. Teonim pochodzi od słowa święty z przyrostkiem wit ‘pan’. Jego główna świątynia znajdowała się na Arkonie. Wewnątrz świątyni znajdował się jego posąg, opisany przez Saksa jako posąg o czterech głowach, który w prawej ręce trzymał zdobiony róg; znajdował się tam także dużych rozmiarów miecz oraz inne artefakty. Róg i biały koń, mu poświęcony, był wykorzystywany do wróżb. Teokratyczne rządy kapłanów ograniczały rządy książąt. |
| Trzygłów        |       | Połabianie Pomorzanie    | Trzygłów to bóg wymieniony w Żywocie św. Ottona oraz w kronice opisującej zdobycie Brenny. Posiadał złoty posąg, którego oczy i usta były zasłonięte. Poświęcony był mu czarny koń, który używany był przez żerców do przepowiadania przyszłości, oraz święty dąb. Trzy głowy mogą symbolizować trójpodział na niebo, ziemię i świat podziemny. |
| Radogost        |       | Połabianie               | Radogost to bóg wymieniony przez Adama z Bremy, a informacja zostaje powtórzona przez Helmolda. Miał zajmować pierwsze miejsce wśród bogów czczonych w Radogoszczy. Wcześniejsze źródła podają, że głównym bogiem Radogoszczy był Swarożyc, przez co uznaje się, że Radogost to przydomek Swarożyca lub lokalna odmiana jego kultu. Poświęcony mu był biały koń, sam przedstawiany był w zbroi i hełmie. Jego imię na ogół interpretuje się jako rad gość. |
| Jarowit         |       | Czrezpienianie Hobolanie | Jarowit to bóg połabski wymieniony w Żywocie św. Ottona, gdzie opisywane jest święto jemu poświęcone, na czas którego ozdabiano miasto. Z opisu oraz etymologii wynika, że jest bogiem wojennym, a w jego świątyni znajdowała się złota, przyozdabiana tarcza. Według wielu badaczy Jarowit jest tożsamy ze wschodniosłowiańskim Jaryłą. |
| Żywa            |       | Połabianie               | Żywa to bogini wymieniona przez Helmolda. Według niego, obok Radogosta i Prona, to najważniejsze bóstwo Słowian. Prawdopodobnie tożsama z bóstwem Żywie wymienionym przez Jana Długosza. Teonim związany ze słowem życie. |
| Prowe lub Prone |       | Połabianie               | Proue to zniekształcone imię boga wymienionego przez Helmolda. Teonim ten interpretowany jest na kilka różnych sposobów: część badaczy tłumaczy imię jako Prowe, inni tłumaczą imię jako Prone – lokalną odmianę Peruna. Helmold wyraźnie zaznacza, że Proue. W przeciwieństwie do innych bóstw, nie posiadał posągu, poświęcony mu był gaj dębowy w okolicy Starogardu, gdzie co poniedziałek odbywały się sądy. |
| Rugiewit        |       | Ranowie                  | Rugiewit to bóg wymieniony przez Sakso Gramatyka oraz w Knýtlinga sadze. Czczony był w Gardźcu na Rugii, gdzie znajdowały się trzy świątynie, obok Porewita i Porenuta. Jego posąg zrobiony był z drewna dębowego, posiadał głowę o siedmiu twarzach, siedem mieczy u pasa a ósmy w ręku. Według Saksa był bóstwem wojennym, związanym także ze sferą płciowości. Interpretacja jego imienia pozostaje przedmiotem dyskusji. |
| Porewit         |       | Ranowie                  | Porewit to bóg wymieniony przez Sakso Gramatyka oraz w Knýtlinga sadze. Czczony był w Gardźcu na Rugii, gdzie znajdowały się trzy świątynie, obok Rugiewita i Porenuta. Posiadał posąg o pięciu głowach, nie posiadał broni. Znaczenie imienia jest nie jasne, być może oznacza ‘Pan siły’. |
| Porenut         |       | Ranowie                  | Porenut to bóg wymieniony przez Sakso Gramatyka oraz w Knýtlinga sadze. Czczony był w Gardźcu na Rugii, gdzie znajdowały się trzy świątynie, obok Rugiewita i Porewita. Jego idol posiadał cztery twarze i piątą na piersi, którą przytrzymywał rękoma. Etymologia jest przedmiotem dyskusji. |
| Czarnogłów      |       | Ranowie                  | Czarnogłów to bóg wymieniony w Knýtlinga sadze. Opisany jest tam jako bóg zwycięstwa o srebrnych wąsach. |
| Podaga          |       | Wagrowie                 | Podaga to bóstwo, które według Helmolda posiadało swój wizerunek w Płoni. Etymologia jest przedmiotem dyskusji. Być może tożsame z Długoszową Pogodą. |
| Dziewanna       |       | Polacy Łużyczanie        | Dziewanna to bogini dzikiej przyrody, lasów, księżyca i łowów. Wymieniona przez Jana Długosza jako polska odpowiedniczka Diany. Dziewanna, jako Džiwica, występowała także w folklorze łużyckim. Pojawia się w śląskich zwyczajach razem z Marzanną, co może wskazywać na podwójną naturę tych bogiń. Etymologia imienia bogini jest obiektem dyskusji. W chrześcijańskim folklorze być może zastąpiona przez Matkę Bożą Gromniczną. |
| Marzanna        |       | Polacy                   | Marzanna to bogini wegetacji, ale także śmierci i zimy. Wymieniona przez Jana Długosza jako polska odpowiedniczka Ceres. Spalenie lub utopienie w rzece przedstawienia Marzanny w postaci kukły ma na celu przepędzenie zimy i wywołanie wiosny. Pojawia się w śląskich zwyczajach razem z Dziewanna, co może wskazywać na podwójną naturę tych bogiń. |

## Bóstwa wschodnio- i południowosłowiańskie
| Imię     | Obraz | Czczony/a przez      | Krótki opis |
| -------- | ----- | -------------------- | --- |
| Strzybóg |       | Słowianie wschodni   | Strzybóg to bóg wiatru. Wymieniony w Powieści minionych lat i Słowie o wyprawie Igora. Być może czczony również w Polsce. Jego imię interpretowane jest jako ‘bóg rozprzestrzeniający’. |
| Chors    |       | Słowianie wschodni   | Chors to bóstwo o niejasnych funkcjach wymienione w Powieści minionych lat i Słowie o wyprawie Igora oraz w innych, mniejszych źródłach. Przez wiele lat był interpretowany jako bóg słońca podpierając to teorią, że imię jest pożyczką z jednego z języków irańskich i oznacza ‘Słońce’. Ostatnimi laty etymologia ta jest poddawana mocnej krytyce, i sugeruje się raczej etymologiczne powiązanie z płodnością. W Pskowie rzekomo znajdował się jego idol.                                                                        |
| Mokosz   |       | Słowianie wschodni   | Mokosz to bogini wymieniona w Powieści minionych lat i innych, mniejszych tekstach. Interpretowana na ogół jako Matka Ziemia. Pojawia się w folklorze jako istota z dużą głową i rękoma, która strzyże owce i przędzie len, związana też w jakiś sposób z masturbacją. Etymologicznie związana ze słowem moczyć i mokry. W chrześcijaństwie kontynuowana przez św. Paraskiewę i św. Anastazję. |
| Simargł  |       | Słowianie wschodni   | Simargł to bóstwo wymienione w Powieści minionych lat, a w Słowie Christolubca wymienione w dwóch postaciach: Siema i Rgła. Chociaż źródła nie wskazują na żadne funkcje tego boga uważa się, że związany jest z opieką nad roślinami, na co ma wskazywać imię boga, które zostało zapożyczone przez Słowian od irańskiego Simurga, skrzydlatego, psiogłowego opiekuna roślin. |
| Swaróg   |       | Słowianie południowi | Swaróg to bóg wymieniony w Powieści minionych lat we fragmencie, który jest słowiańskim tłumaczeniem Kroniki Jana Malalasa. Źródło to przedstawia Swaroga jako odpowiednika greckiego Hefajstosa, oraz ojca Dadźboga. Niejasne są funkcje i etymologia boga: według części badaczy związany jest ze słowiańskim słowem swar oznaczającym ‘kłótnia’, a według innych zapożyczone lub spokrewnione z indyjskim svar oznaczającym ‘blask’, ‘niebo’, ‘słońce’. Na podstawie etymologii interpretowany jako bóg-kowal, lub jako bóg nieba. |

## Bóstwa wymienione bezimiennie
Istnieją dwa źródła, które wzmiankują bezimiennego słowiańskiego boga najwyższego. Prokopiusz z Cezarei w Wojnach gockich opisuje religię Słowian południowych:

Uważają oni, że jeden tylko bóg, twórca błyskawicy, jest panem całego świata, i składają mu w ofierze woły i wszystkie inne zwierzęta ofiarne. O przeznaczeniu nic nie wiedzą ani nie przyznają mu żadnej roli w życiu ludzkim, lecz kiedy śmierć zajrzy im w oczy, czy to w chorobie czy na wojnie, ślubują wówczas, że jeśli jej unikną, złożą bogu natychmiast ofiarę w zamian za ocalone życie, a uniknąwszy składają ją, jak przyobiecali, i są przekonani, że kupili sobie ocalenie za tę właśnie ofiarę.

Podobna informacja, dotycząca jednak zachodniosłowiańskich Słowian połabskich pojawia się w Kronice Helmolda:

„Obok zaś wielokształtnej rzeszy bożków, którymi ożywiają pola i lasy lub przypisują im smutki i rozkosze, nie przeczą, że wierzą w jednego boga w niebie [unum deum in coelis], rozkazującego pozostałym; ów najpotężniejszy [prepotens] troszczy się tylko o sprawy niebiańskie, inni zaś – pełniący w posłuszeństwie przydzielone im zadania – pochodzą z jego krwi i tym każdy z nich jest znamienitszy, im bliższy jest owemu bogu bogów [deus deorum].

Niejasne jest jak wiarygodnie przekazy te opisują słowiańską teologię. Część badaczy uważa, że teksty te są chrześcijańską interpretacją wiary pogańskich Słowian; Helmold pisząc o bogu bogów wyraźnie zapożyczył to określenie z Księgi Psalmów (50,1). W przypadku tekstu Prokopiusza np. Aleksander Brückner twierdził, że tekst ten jest kalką, obrazem o zhellenizowanym zabarwieniu narzuconym na pogaństwo słowiańskie. Badacze, którzy przyjmują przynajmniej częściową autentyczność tych przekazów, uważają, że mogą one przekazywać informacje o henoteizmie, słowiańskim deus otiosus – bogu pasywnym, nieingerującym w sprawy świata bezpośrednio, którego polecenia wykonują inni bogowie. Możliwe, że może chodzić także o zastąpienie pasywnego boga nieba przez bardziej aktywnego boga gromowładnego, podobnie jak grecki Uranos został zastąpiony przez Zeusa. Chociaż Prokopiusz i Helmold nie wymieniają imion tych bogów, których imion prawdopodobnie nie znali z powodu tabu, na ogół uważa się, że chodziło tutaj o Peruna, lub Swaroga.
Kosmas z Pragi opisuje w swojej Kronice pogaństwo czeskie przez pryzmat interpretatio romana: „ofiarujcie osła bogom waszym; najwyższy Jupiter i sam Mars, i siostra jego Bellona, i zięć Cerery (tj. Pluton) nakazują wam tę ofiarę”.
W Kronice Thietmar opisuje chrystianizację Pomorza. W 1000 r. podczas zjazdu gnieźnieńskiego Reinbern został powołany na biskupa Kołobrzegu. Thietmar dalej pisał, że Reinbern „niszczył i palił świątynie z posągami bożków i oczyścił morze zamieszkane przez złe duchy, wrzuciwszy w nie cztery kamienie pomazane świętymi olejami i skropiwszy je wodą święconą”. Być może fragment tego przekazu dotyczy boga morza.

## Bóstwa o niepewnej historyczności
- Czarnobóg i Białobóg – domniemane bóstwa złego i dobrego losu[59] .
- Dziwa[60] lub Diwia[61] – teonim wymieniony w Kazaniu świętego Grzegorza.
- Dyj – teonim wymieniony w Słowie i objawieniu świętych apostołów[62].
- Hennil lub Bendil – bóstwo rolnicze wymienione przez Thietmara[63] .
- Jaryło – wschodniosłowiański obrzęd i postać obrzędowa poświadczona od XVIII w. Interpretowany jako bóstwo wegetacji[64].
- Jutrobog, Jutrznybóg – rzekomy bóg czczony na Łużycach. Jego imię składa się ze słowa jutry, jutrny ‘ranny’ i słowa bóg, i oznacza ‘Bóg poranny, Aurora’. Miasto Jüterbog ma nosić nazwę po nim[65], chociaż możliwe jest także, że ostatnia sylaba to nie bóg, lecz bok, i nazwę miasta można tłumaczyć jako ‘bok zwrócony ku porankowi (wschodowi)’[66].
- Karna i Żela – domniemane uosobienia płaczu po zmarłych wśród Słowian wschodnich, pojawiają się w Słowie o wyprawie Igora[67].
- Kresnik – postać w folklorze słoweńskim. Razem ze swoim bratem, Trotem, latał na złotym rydwanie. Walczył ze Żmijem lub Smokiem w niebie lub na ziemi, który kradł mu bydło lub uprowadzał jego żonę. Utożsamiany z Perunem[68].
- Kruh – bóg połabski. Być może związany z Chorsem[45].
- Lel i Polel – domniemani polscy boscy bliźniacy wymienieni pierwsi raz przez Macieja Miechowitę jako odpowiednicy Kastora i Polluksa[69].
- *Ljutobog – hipotetyczne imię bóstwa połabskiego[70]. Reinhold Trautmann na podstawie połabskiej wsi Lutebuk, prawdopodobnie znajdującej na wyspie Uznam, poświadczonej pierwszy raz w 1238 r., a która spłonęła w XVII w., zaproponował istnienie „srogiego boga” (luty ‘srogi’) w przeciwieństwie do „białego boga”[66].
- Nyja – domniemane polskie bóstwo śmierci, porównane do Plutona[71].
- Ogniowa Marija – postać w folklorze wschodnio- i południowosłowiańskim. Siostra św. Eliasza (Peruna), kojarzona z błyskawicą i strzałą, jej święto przypadało na 17 lipca[72].
- Perepłut – teonim wymieniony w Kazaniu świętego Grzegorza[73].
- Perperuna, Dodola – pogańskie święto ludowe obchodzone na Bałkanach, które służyło wywoływaniu deszczu. Niektórzy badacze sugerują, że nazwa święta oryginalnie mogła być imieniem bogini, małżonki Peruna[74].
- Pizamar – bóstwo wymienione w Knýtlinga sadze. Niejasny jest dokładny odczyt imienia przez co część badaczy sugeruje, że autor zrozumiał zwykłe imię jako teonim[75].
- Pogoda – domniemana polska bogini pogody wymieniona przez Jana Długosza[76].
- Pripegala – bóg połabski, wspomniany w liście biskupa magdeburskiego Adelgota(inne języki)[77].
- Trot – postać w folklorze słoweńskim. Razem ze swoim bratem, Kresnikiem, latał na złotym rydwanie. W jednej z opowieści obciął głowę Żmijowi złotym toporem[78].
- Zele – bóstwo wymienione jako czczone przez pogańskich Czechów wymienione przez opata Jana Neplacha[79].
- Żywie – bogini wymieniona przez Jana Długosza, prawdopodobnie tożsama z połabską Żywą[36].